# Rákospalotai EAC
Rákospalotai EAC – węgierski klub piłkarski z siedzibą w Budapeszcie w dzielnicy Rákospalota. Obecnie klub uczestniczy w rozgrywkach Nemzeti Bajnokság III.

## Historia

### Chronologia nazw
- 1912: Rákospalotai Atlétikai Club (RAC)
- 1946: Rákospalotai Egyetértés Atlétikai Club (REAC)
- 1949: Rákospalotai SzAC
- 1950: Belsped Szállítók SE
- 1952: Előre Belsped
- 1954: Budapesti Szállítók
- 1954: XV. Kerületi Vasas SC
- 1967 – klub zostaje rozwiązany
- 1991: Rákospalotai EAC (reaktywacja klubu po fuzji Volán FC i Rákosmenti TK)
- 2008: Sopron-Rákospalotai EAC (z powodów licencyjnych klub grał w mieście Sopron)

### Reaktywacja klubu
REAC powstał w 1991 r. na bazie zespołu Volán FC. RAEC rozpoczął rozgrywki od 4. szczebla – BLSZ I, który wygrał w pierwszym sezonie – 1991/92. Niespodziewanie sezon 1992/93 przyniósł zespołowi znów awans, z NB III do NB II. Sezon 1993/94 to gra w grupie wschodniej NB II, z silnymi i znanymi zespołami jak Diósgyőri czy Nyíregyháza. Klub nie sprostał jeszcze poziomowi zaplecza ekstraklasy i zajął ostatnie miejsce w swojej grupie, mimo że trenerem był znany były gracz Ferencvárosu – József Dálnoki. Sezon 1994/95 znów przyszło rozegrać w NB III. REAC zakończył go na 3 miejscu, również w następnym sezonie niewiele zabrakło do awansu. Powodzeniem zakończył się sezon 1996/97, w którym mimo drugiego miejsca (dzięki reformie) klub awansował do NB II. Tym razem dobrze przygotowany do poziomu rozgrywek klub zakończył sezon na 8 miejscu. Zespół przez kilka lat wzmacniany, w sezonie 2004/05 wywalczył awans do NB I.
Sezon 2005/06 był pełen zmagań i walki, jednak udało się utrzymać w ekstraklasie, na ostatnim bezpiecznym – 14 miejscu. Tak samo wyglądał sezon 2006/07, również zakończony na 14 miejscu.
24 maja 2007 r. klub zapewnił sobie licencję od MLSZ pozwalającą grać następny sezon w ekstraklasie, spełniając wymogi stawiane przez związek. Rundę wiosenną sezonu 2007/08 REAC grał na boisku Sopronu. Zespół zakończył sezon na najlepszym w historii dotychczas 12 miejscu. Rok później spadł z ligi, w 2012 r. spadł do III ligi, a w 2017 r. do BLSZ I (IV ligi). Po sześciu latach spędzonych w elicie Budapesztu, REAC w 2023 r. powrócił na trzeci szczebel ogólnokrajowych rozgrywek (NB III).